# Verhoeffeuma spinosum
Verhoeffeuma spinosum är en mångfotingart som beskrevs av Pius Strasser 1937. Verhoeffeuma spinosum ingår i släktet Verhoeffeuma och familjen snaggdubbelfotingar. Inga underarter finns listade i Catalogue of Life.